# Andy Romanoff
Andy Romanoff (rodným jménem Andrew Romanoff; ?) je americký fotograf a kameraman. Jako kameraman se podílel například na filmech Something Weird a A Taste of Blood (oba 1967). V roce 2009 za svou práci získal ocenění Distinguished Service Award. Je autorem fotografií na obalu alba Shifty Adventures in Nookie Wood velšského hudebníka a hudebního skladatele Johna Calea. Je členem společnosti AbelCine. Později působil jako fotožurnalista pro L'oeil de la Photographie.